# Cyril Langevine
Pour les articles homonymes, voir Cyril.
Cyril Langevine Jr., né le 16 août 1998 à East Orange, dans le New Jersey aux États-Unis, est un joueur guyanien-américain de basket-ball évoluant au poste d'ailier fort.

## Biographie

### Carrière universitaire
Entre 2016 et 2020, il joue pour les Rams du Rhode Island à l'université du Rhode Island.

### Carrière professionnelle

#### Jämtland Basket (2020-2021)
Le 18 novembre 2020, automatiquement éligible à la draft 2020 de la NBA, il n'est pas sélectionné.
Le 10 septembre 2020, il signe son premier contrat professionnel avec l'équipe suédoise du Jämtland Basket.
Il est nommé dans le meilleur cinq majeur du championnat et aide son équipe à accéder aux demi-finales des playoffs.

#### Śląsk Wrocław (2021 - jan.2022)
Le 15 juillet 2021, il signe un contrat avec l'équipe polonaise de Śląsk Wrocław.
Le 28 janvier 2022, il quitte Śląsk Wrocław.

#### Wilki Morskie Szczecin (fév. - juin 2022)
Le 1er février 2022, il signe avec l'équipe polonaise du Wilki Morskie Szczecin (en).

#### G.S. Lavrio B.C. (déc. 2022 - avril 2023)
Le 26 juin 2022, il signe avec l'équipe allemande du Mitteldeutscher Basketball Club. Le 31 août 2022, son contrat est rompu en raison d'une blessure et d'une longue période de rééducation.
Le 9 décembre 2022, il signe avec l'équipe grecque du G.S. Lavrio B.C. (en) en remplacement d'Al Durham (en).

#### Scaligera Basket Vérone (avr. - mai 2023)
Le 11 avril 2023, il signe avec l'équipe italienne du Scaligera Basket Vérone.

#### Chorale de Roanne (depuis 2023)
Le 2 juillet 2023, il signe un contrat avec l'équipe française de la Chorale de Roanne.

## Palmarès

### Carrière universitaire
- Second-team All-Atlantic 10 (2019)

## Statistiques

### Universitaires
Les statistiques de Cyril Langevine en matchs universitaires sont les suivantes :
| Saison    | Équipe       | Matchs | Titul. | Min./m | % Tir | % 3pts | % LF | Rbds/m. | Pass/m. | Int/m. | Ctr/m. | Pts/m. |
| --------- | ------------ | ------ | ------ | ------ | ----- | ------ | ---- | ------- | ------- | ------ | ------ | ------ |
| 2016-2017 | Rhode Island | 35     | 6      | 13,2   | 46,7  | 0,0    | 49,1 | 4,43    | 0,31    | 0,46   | 0,74   | 3,23   |
| 2017-2018 | Rhode Island | 31     | 3      | 18,1   | 64,0  | 0,0    | 50,6 | 5,81    | 0,32    | 0,35   | 1,23   | 6,13   |
| 2018-2019 | Rhode Island | 33     | 33     | 32,4   | 56,7  | 0,0    | 60,0 | 9,94    | 0,88    | 0,73   | 1,39   | 14,70  |
| 2019-2020 | Rhode Island | 29     | 28     | 31,0   | 47,2  | 50,0   | 48,7 | 10,34   | 1,76    | 1,03   | 1,93   | 10,14  |
| Carrière  | Carrière     | 128    | 70     | 23,4   | 53,7  | 25,0   | 53,8 | 7,52    | 0,79    | 0,63   | 1,30   | 8,45   |